# Бачковський потік
Бачковський потік (словац. Bačkovský potok) — річка в Словаччині, права притока Топлі, протікає в окрузі Требишів.
Довжина — 18.7 км. Витік знаходиться в масиві Солоні гори — на висоті 765 метрів. Впадає Ондерков потік. Протікає територією сіл Бачков; Вішньов; Станковце і  Парховани.
Впадає у Топлю на висоті 105 метрів.